# Pastelka

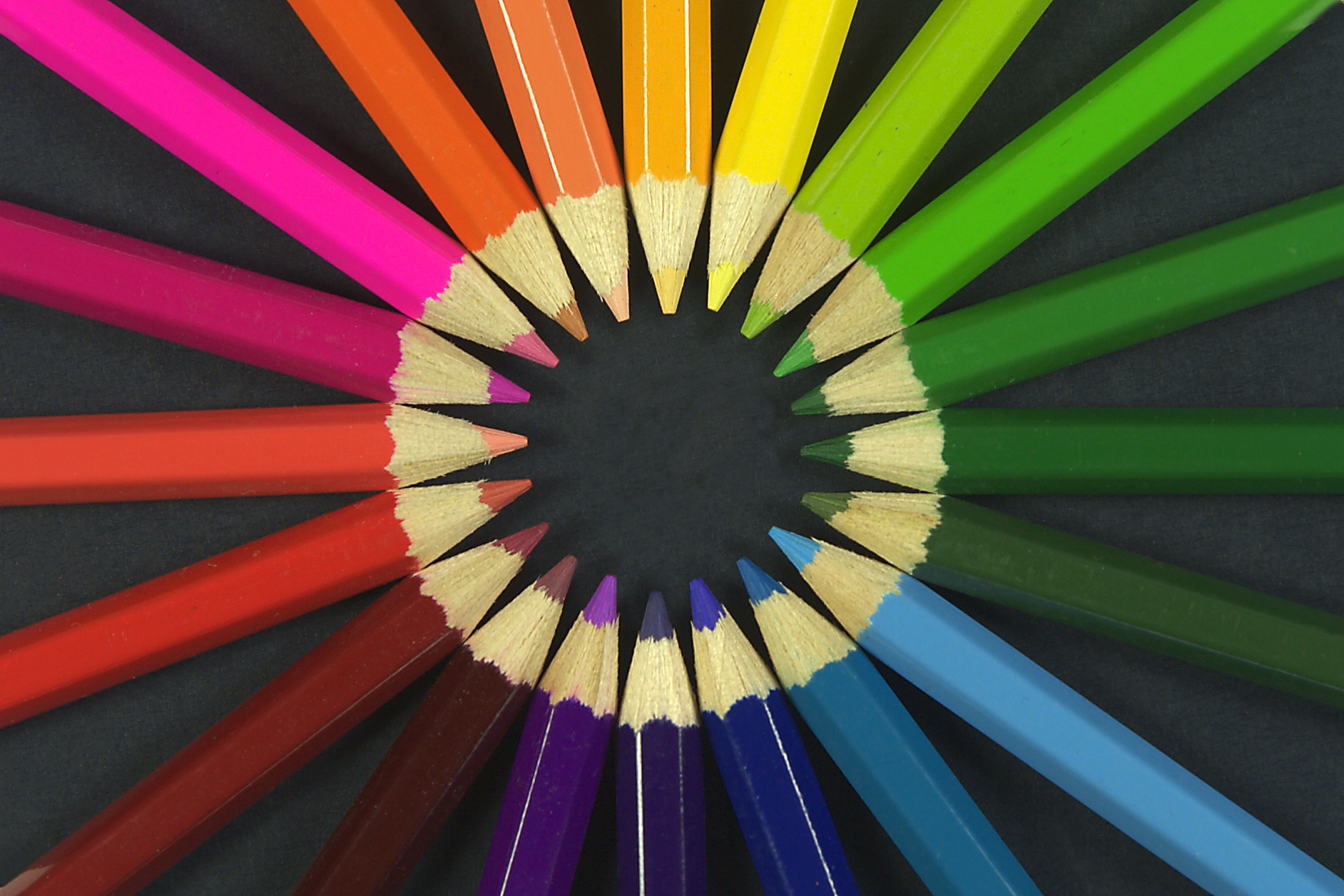
Pastelky v kruhu

Pastelka neboli pastelová tužka je zvláštní druh psací potřeby respektive tužky, která umožňuje psát či kreslit barevně. Vyrábí se v celé barevné škále od bílé po černou. Představuje jeden ze základních nástrojů pro kreslení. Pastelky se vyrábějí v provedení vodostálém a akvarelovém.

## Konstrukce

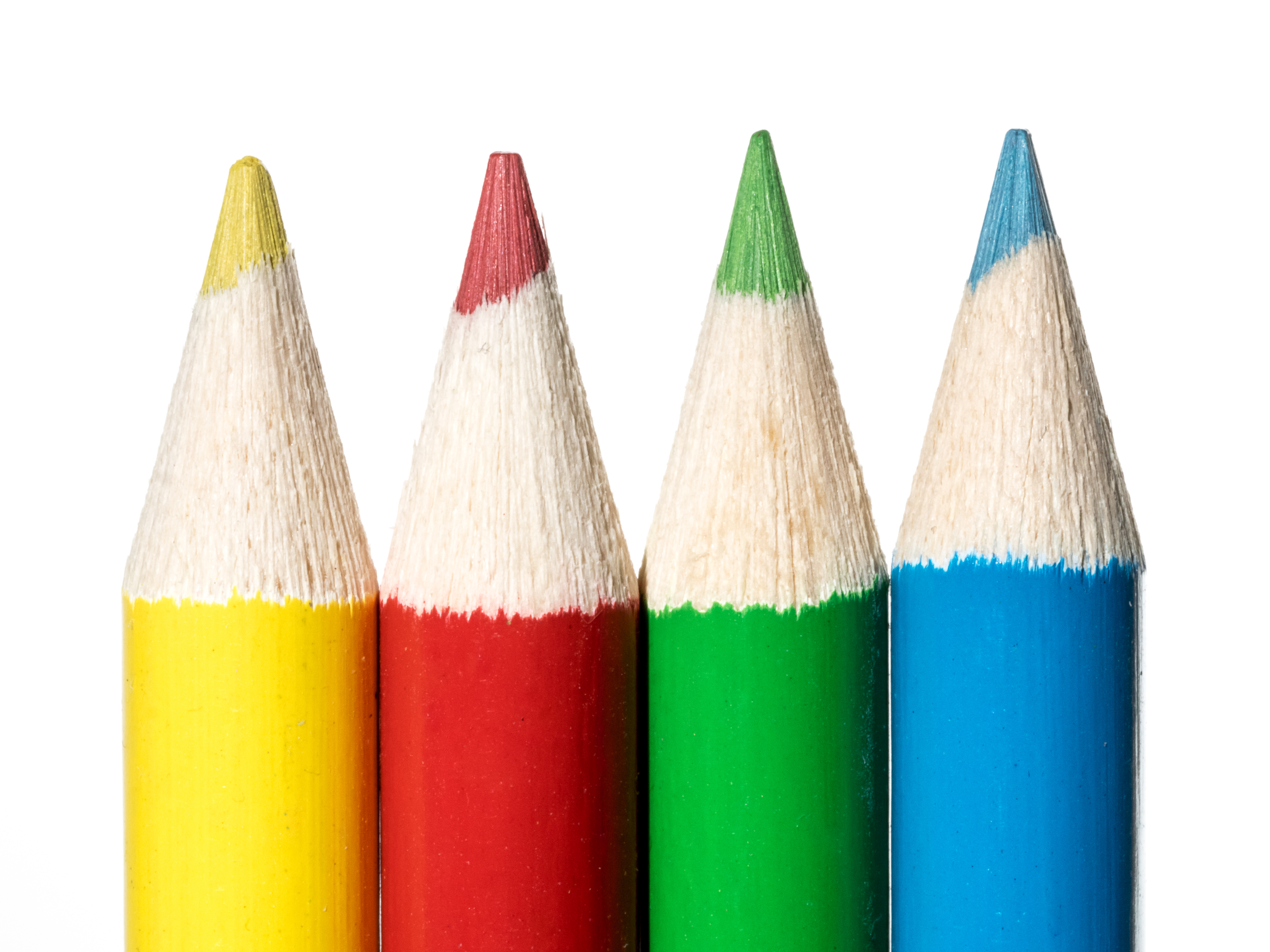
Naostřené hroty pastelek

Pastelka je podobně jako tužka tvořena barevnou tuhou uloženou v dřevěném nebo plastovém pouzdře. Na rozdíl od tužky je však tuha na bázi barevného pigmentu, nikoli grafitu. Součástí náplně pastelek bývá také pojivo, které zabraňuje jejich snadnému zlomení a pastelky se tak stávají odolnější proti mechanickému poškození. Pro jejich správnou funkci je nutno vybrousit jejich hrot do špičky pomocí vhodného nástroje jako je ořezávátko, brusný papír či nůž.
Vyskytují se i jiné konstrukce, například pastelky s výměnnou vysouvací tuhou nebo pastelky bez pouzdra, které jsou celé tvořené barevnou náplní – v českém prostředí známé pod názvem progresky podle obchodní značky Progresso.

## Barvy
Jako základní varianta se vyrábějí pětibarevné kombinace (žlutá, červená, zelená, modrá, černá), ale na trhu je možno zakoupit nesčetná balení obsahující mnoho desítek barev. Ve zvláštních případech se vyrábějí zvýrazňující barvy i pastelky, které mají mixovanou tuhu, takže při jejím psaní se postupně mění barva, která se objevuje na popisované ploše.

## Výrobci
Mezi největší české výrobce pastelek patří firma Koh-i-Noor Hardtmuth sídlící v Českých Budějovicích.

## Dělení
Například na voskové pastelky, ve kterých je pigment smíchán se suchým pojivem, jako je arabská guma a od olejových pastelů, kde je pojivem směs vosku a oleje. Plastové pastelky, které jsou vyrobeny z čirého průhledného polystyrenu s mechanickým vysouváním výměnné tuhy, jsou vhodné pro kreslení, vybarvování, podtrhávání a další barevné rozlišování. Grafitové pastelky, které jsou bez  „obalu". Je to pouze barevný grafit, který zužitkujete ve 100%- stejně jako plastové nebo voskové pastelky. Jsou zabezpečené pouze vrstvou laku a jsou více lámavé a vyžadují jemný přístup. Kaolinové pastelky jsou velmi podobné voskovkám. Mají podobný charakteristický papírový obal a jsou vyrobeny z kaolinové hlinky, díky tomu mají pestré barvy a dokonalé rýsovací vlastnosti. Zároveň jsou ekologické a bezpečné.